# Гутковський Володимир Матвійович
Володи́мир Матві́йович Гутко́вський (нар. 16 червня 1945, Київ) — поет. Член НСПУ (1998).

## Біографія
Народився 16 червня 1945 р. в м. Києві.
У 1968 році закінчив Київський університет. Відтоді працював у Науково-дослідному інституті «Квант» (Київ), від 2000 — у Науково-дослідному інформаційно-аналітичному центрі «Квант-Інформ».
Поет, прозаїк, критик, публіцист.
Друкується від 1991. Пише переважно російською мовою.
Член Національного союзу письменників Україны (НСПУ). Член Союзу письменників Санкт-Петербургу. Член багатонаціонального Союзу письменників.
Автор книжок віршів, прози, критичної публіцистики  «В то же время», «Не сезон», «Перебор», «Сюрлиризм», «Фонограф», «Свод», «О других и о себе», «Записки этого человека», «Жизнь рассчитана с запасом», «Пятая сущность», «Экивоки и эскапады».
Твори війшли до складу антології «Киев. Русская поэзия ХХ века».
Друкувався в часописах «Радуга», «Самватас», «Соты», «Живой Журнал», «Вітчизна» (Киев); «Журналист» «Сетевая поэзия» (Москва); «Крещатик» (Германия); «Черновик», «Аталанта» (США) та інших; в численних альманахах та збірках; на багатьох інтернет-ресурсах.
Лауреат премії Волошинского конкурсу 2005 року.
Лауреат премії НСПУ імені Н. Ушакова 2010 року.
Літературний оглядач порталу Stihi.lv, порталу «Пятая стихия».
Голова та член Журі декількох мистецьких та поетичних фестивалей і конкурсів.
Керівник студії поезії «Третьи ворота».